# Valea Peștilor (Vaser)
Der Valea Peștilor ist ein rechter Nebenfluss des Vaser im rumänischen Kreis Maramureș.

## Beschreibung
Die Quelle befindet sich mitten im Wald, ca. fünf Kilometer südlich von Poienile de sub Munte. Der Bach fließt weitgehend südlich durch das ebenfalls Valea Peștilor (Fischtal) benannte Tal bis zu einer kleinen Siedlung mit etwa 500 Einwohnern, die ebenfalls Valea Peștilor heißt. Hier liegt die Mündung nahe der, auf der gegenüberliegenden Seite der Vaser gelegenen, Station Fabrica trei (Fabrik drei) der Wassertalbahn. Die Station ist mittlerweile aufgegeben worden. Die Mündung des Valea Peștilor in den Fluss Vaser liegt vier Kilometer von dessen Mündung entfernt.